# Filaroides osleri
Filaroides osleri är en rundmaskart. Filaroides osleri ingår i släktet Filaroides, och familjen Filaroididae. Arten är reproducerande i Sverige.